# Reevesia pycnantha
Reevesia pycnantha är en malvaväxtart som beskrevs av Yong Yuan Ling. Reevesia pycnantha ingår i släktet Reevesia och familjen malvaväxter. Inga underarter finns listade i Catalogue of Life.